# Advanced International Translations
Advanced International Translations (AIT) — українська компанія, заснована в 2001 році випускником Національного університету «Києво-могилянська Академія» Володимиром Педченком, що спеціалізується на розробці програмного забезпечення для професійних перекладачів та бюро перекладів. Першою в світі почала розробляти програми організації роботи саме перекладачів-фріленсерів, найвідомішими серед яких є Translation Office 3000 та AnyCount. Програмне забезпечення компанії використовується перекладачами в 115 країнах світу. В 2013-му році була єдиною українською компанією — золотим спонсором першої всеукраїнської конференції для перекладачів.

## Продукти
Langmates — перша вітчизняна пам'ять перекладів та перша міжнародна соціальна мережа для перекладачів — .
AnyMem — програма пам'яті перекладів, випущена в 2008-му році. Відрізняється від подібних більш зручним інтерфейсом користувача.

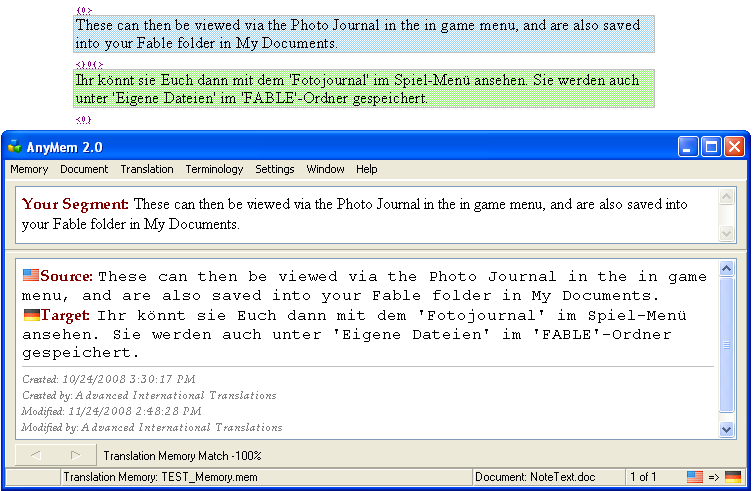
Перша українська пам'ять перекладів AnyMem

Translation Office 3000 — програмне забезпечення для перекладачів-фріленсерів, перша версія випущена в 2001-му році, останнє оновлення — в 2017-му (версія Translation Office 3000 3D).
Projetex — програма автоматизації бюро перекладів, що використовується 1200 міжнародних бюро перекладів.В пресі був згаданий, як можливий конкурент Google Translate з точку зору постійної конкуренції бюро перекладів та машинного перекладу, що посилилася в останні роки.
AnyCount — програма, що дозволяє визначити статистику (кількість слів, символів, рядків) у 38 форматах. На відміну від Microsoft Word, не пропускає при підрахунку колонтитули, примітки та інші частини тексту, які мають перекладатися. Також дозволяє рахувати Web-сайти.